# Renault 21
La Renault 21 è un'autovettura di classe medio-alta prodotta tra il 1986 e il 1995 (e fino al 1996 nei soli mercati argentino e turco) dalla casa automobilistica francese Renault.

## Storia

### Nascita del modello
Tra la fine degli anni settanta e l'inizio del decennio seguente venne avviato il progetto X48, destinato alla produzione del modello che avrebbe sostituito la Renault 18. In quegli anni la Casa di Billancourt stava avviandosi verso una delle più gravi crisi finanziarie della sua storia. Quando il progetto X48 stava entrando nel vivo, la Renault piombò sull'orlo del baratro a causa di alcuni grossi investimenti non proprio azzeccati, come quello relativo all'annessione della AMC nel 1979, oppure allo scarso successo di alcuni modelli, come la Renault 14 o la Renault 30. Trovandosi con poche risorse al momento di pensare alla meccanica, e in particolare ai gruppi motopropulsori, la Renault dovette arrangiarsi con ciò che aveva già in Casa: per quanto riguarda i motori si scelsero per la base di gamma due varianti del già noto 1.7 Fonte, una da 76 CV e l'altra da 90 CV. Per le motorizzazioni superiori ci si orientò sui propulsori Douvrin da 2 litri e così pure per le unità a gasolio. Sfortunatamente ci si trovò di fronte a un ostacolo non indifferente, costituito dal fatto che i motori Douvrin erano installabili solo in posizione longitudinale, mentre i 1.7 Fonte potevano esserlo solo trasversalmente. Per questi motivi, non potendo investire in nuovi motori o nuovi cambi, data l'esiguità di risorse economiche, si dovettero realizzare delle strutture specifiche per il sostegno dei gruppi motopropulsori, con il risultato che dal punto di vista telaistico le vetture sarebbero state caratterizzate da notevoli differenze a seconda che montassero un motore 1.7 Fonte o un Douvrin, diesel o benzina che fosse. Sarebbero variate addirittura le misure della carreggiate e del passo.
Per quanto riguarda l'aspetto relativo al disegno industriale, si voleva ovviamente una vettura moderna, ma anche elegante e in grado di fornire un'abitabilità superiore a quella della 18. I designers Renault lavorarono in maniera approfondita su tale aspetto e riuscirono a ottenere una carrozzeria dal Cx pari a 0.29, un valore notevole per quell'epoca.
La nuova vettura fu presentata nel marzo 1986 al Salone di Ginevra con la nuova denominazione numerica di 21, una denominazione che in realtà era già nota da qualche mese presso la stampa specializzata.
Al suo debutto doveva contrastare alcuni modelli concorrenti come la Peugeot 505 e la Ford Sierra, ma soprattutto risultava più adatta ad affrontare il mercato nordamericano, nel quale Renault prevedeva la sua produzione e commercializzazione nell'ambito dell'alleanza con la AMC.

### Design esterno e interno
Nel suo complesso la 21 appariva come una berlina dalla classica carrozzeria a tre volumi, ma dal disegno assai moderno e dal profilo a cuneo. Il corpo vettura della 21 trasponeva più in piccolo alcuni contenuti stilistici mutuati direttamente dall'ammiraglia di Casa, la 25. Tra questi va sicuramente menzionato il disegno del frontale, caratterizzato da una calandra sigillata e spiovente, senza griglie del radiatore e suddivisa in tre sezioni orizzontali, una integrata con il cofano motore, anch'esso dal disegno spiovente, e altre due che chiudono efficacemente il disegno e che accolgono su un lato lo stemma della Losanga. Anche i fari rettangolari e leggermente avvolgenti ricordano molto quelli della 25, così come i paraurti avvolgenti che si raccordano con i fascioni laterali e infine anche con i paraurti posteriori, dando origine a una sorta di "cintura" che avvolge l'intero perimetro della vettura. Lungo la fiancata piuttosto squadrata, oltre ai fascioni laterali, sono degni di nota la nervatura che unisce le maniglie porta, i montanti sottili, i vetri a filo della carrozzeria e la superficie vetrata a sei luci, ma anche il montante posteriore piuttosto inclinato per dare grinta al disegno del corpo vettura e il passaruota posteriore leggermente tagliato nella zona superiore. Linee squadrate anche nella coda, dove si ritrovano altri gruppi ottici di forma rettangolare, ma in questo caso non avvolgenti.
Vale la pena sottolineare che soluzioni come la calandra carenata o i vetri a filo con la carrozzeria, oppure ancora l'assenza di gocciolatoi sul montante anteriore siano state dettate dall'esigenza di ottimizzare l'aerodinamica del corpo vettura. Si tratta quindi di soluzioni che hanno contribuito al raggiungimento di un Cx di appena 0.29.
All'interno dell'abitacolo vi è una grande luminosità dovuta alle ampie superfici vetrate. Il posto guida è caratterizzato da un volante a due razze e da un cruscotto ampio, moderno (per l'epoca) e completo, con tachimetro digitale e numerose spie e strumentazioni elettroniche.

### Meccanica e motori
A dispetto della classica linea a tre volumi, la 21 si presentò come una delle più particolari vetture in commercio all'epoca, se si andava a osservarne la struttura sottopelle. Stringenti esigenze economiche hanno obbligato i progettisti Renault a rinunciare allo sviluppo di cambi specifici per consentire il montaggio trasversale dei motori Douvrin previsti per la 21 stessa. Perciò, il pianale della 21 era differente nella parte anteriore perché accoglieva due differenti telaietti ausiliari per il sostegno dei gruppi motopropulsori, ma non solo: mentre per le versioni con motore Fonte l'interasse tra le ruote anteriori e posteriori è di 2.66 metri, per quelle con motore Douvrin (montato longitudinalmente) il passo è invece ridotto a 2.60 metri. Di conseguenza, la 21 non mantiene un'architettura meccanica ben precisa, ma arriva a proporne due, entrambe motore anteriore e trazione anteriore, ma dove il propulsore può essere montato trasversalmente o longitudinalmente a seconda dei casi.
Per quanto riguarda la meccanica telaistica della Renault 21, la vettura montava un avantreno di tipo MacPherson con molle elicoidali e un retrotreno che abbandonò la vecchia soluzione ad assale rigido presente nella 18 in favore di una nuova soluzione a bracci longitudinali con barre di torsione. Erano presenti su entrambi gli assi anche ammortizzatori idraulici telescopici e barre antirollio. L'impianto frenante, servocomandato, prevedeva dischi ventilati all'avantreno e tamburi al retrotreno. Lo sterzo era a cremagliera, ma prevedeva il servosterzo solo nelle versioni di punta.
Al suo debutto la 21 era prevista in cinque motorizzazioni:
- 1.7: motore Fonte da 1721 cm³ con alimentazione a carburatore doppio corpo e disponibile in due livelli di potenza, 76 CV o 90 CV a seconda dell'allestimento;
- 2.0: motore Douvrin da 1995 cm³ con alimentazione a iniezione elettronica e potenza massima di 120 CV;
- 2.1 Diesel: motore Douvrin diesel aspirato da 2068 cm³ con potenza massima di 67 CV;
- 2.1 turbodiesel: motore Douvrin turbodiesel da 2068 cm³ con potenza massima di 88 CV.

Erano previste due varianti di cambio: la versione di base da 76 CV montava un cambio manuale a 4 marce, mentre le altre erano previste con un cambio, sempre manuale, a 5 marce.

### Allestimenti
Al debutto erano previsti diversi allestimenti per la Renault 21:
- TL e TS: erano i due allestimenti di base abbinati al motore 1.7 da 76 CV;
- GTS e RS: sempre abbinati al motore 1.7, ma da 90 CV, questi allestimenti si posizionavano subito sopra i primi due;
- RX e TXE: erano i due livelli di punta, previsti solo in abbinamento con il motore 2 litri da 120 CV;
- TD e GTD: questi due allestimenti erano invece quelli previsti con il motore 2.1 diesel aspirato;
- Turbo D e Turbo DX: questi due allestimenti erano invece abbinati al motore 2.1 turbodiesel.

## Evoluzione
La commercializzazione della 21 fu avviata in Francia poco dopo la presentazione, per arrivare nei restanti listini europei gradualmente nel corso del 1986. La produzione ebbe luogo nello stabilimento Renault di Sandouville.
Alla fine del 1986 la 21 sbarcò anche negli USA e in Canada con il nome di Renault Medallion, un modello dalla vita breve, specialmente con il marchio Renault. Infatti, già il 9 marzo 1987 il neo presidente Renault Raymond Lévy vendette la AMC alla Chrysler, nonostante i pareri contrari di alcuni suoi stretti collaboratori. Perciò, entro breve la Medallion venne proposta con il marchio Eagle. Sempre nel 1987, la 21 giunse anche sul mercato colombiano, ma ribattezzata come Renault Etoile.

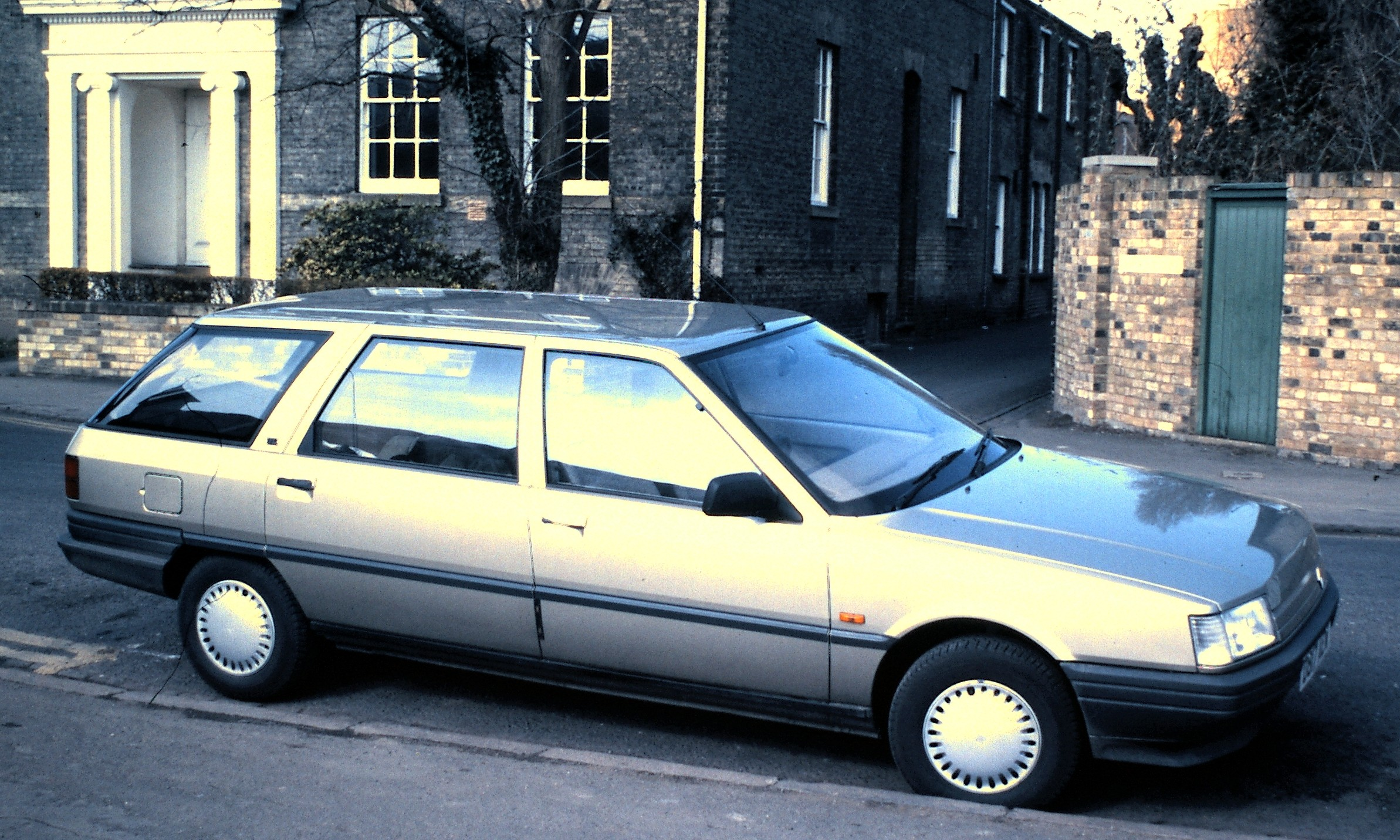
Renault 21 Nevada

Nel frattempo, tornando in Europa, la gamma 21 fu ampliata con l'arrivo della 21 Nevada, ossia la versione con carrozzeria station wagon: realizzata sul pianale della 21, ma con passo allungato di 15 cm (con conseguente differenza di interasse a seconda dei motori anche in questo caso), la Nevada si fece notare per l'eccezionale volumetria interna, superata solo dalla monovolume Espace. Il vano di carico era uno dei più ampi della categoria, tanto che fu proposta anche una versione a 7 posti, dotata di una panchetta omologata per due persone collocata proprio nel bagagliaio. Tale panchetta era amovibile, in modo da dare la possibilità di sfruttare l'ampio vano bagagli. Nelle versioni a 7 posti, l'accesso alla terza fila di sedili era inoltre reso agevole dalla possibilità di ribaltare il divano centrale mediante un sistema di ammortizzatori a gas del tipo di quelli impiegati per il portellone posteriore. Il passo allungato della 21 Nevada fece in modo da porre la vettura in concorrenza anche con giardinette di categoria superiore, vista l'assenza di una corrispondente versione della Renault 25. La Nevada fu commercializzata con il nome di Savanne nel solo Regno Unito.

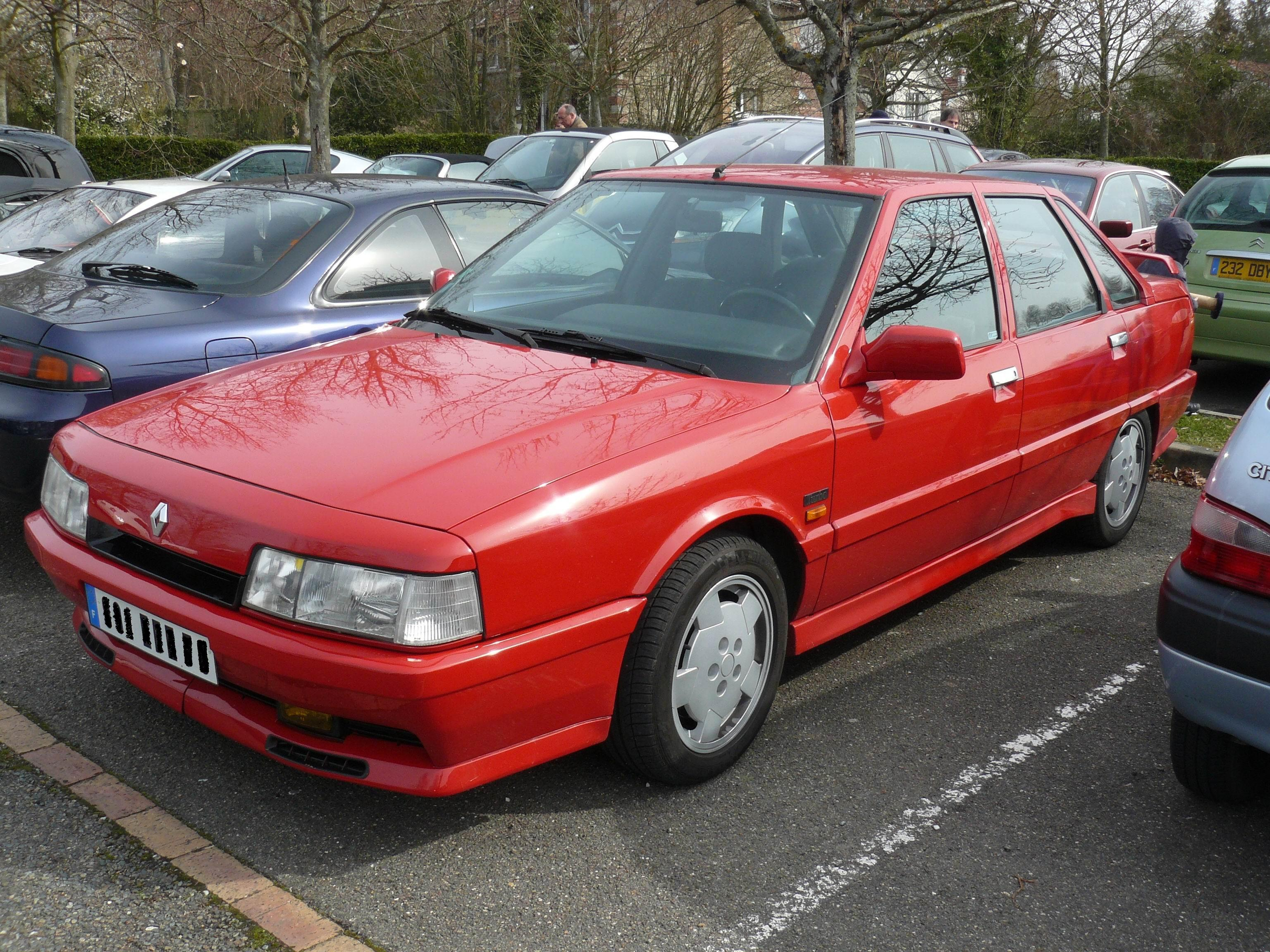
Renault 21 Turbo

Le novità per il 1987 non finirono qui: nello stesso anno, infatti, la gamma della berlina si ampliò con l'introduzione della versione di punta, ossia la 21 Turbo, equipaggiata con una variante sovralimentata del 2 litri presente su altre versioni della gamma, un motore in grado di erogare fino a 175 CV. La 21 Turbo era caratterizzata da una carrozzeria con numerosi elementi dal disegno specifico. Cambiava soprattutto il frontale, con fari più estesi e a doppia parabola come sulla R25 Turbo, ma soprattutto più sottili e inseriti in una nuova struttura che interrompeva il cofano e i passaruota anteriori all'altezza degli indicatori di direzione. La calandra era una griglia nera e il simbolo della losanga era al centro. Diversi erano anche i paraurti, con prese d'aria di raffreddamento dei dischi anteriori integrate e spoiler assai pronunciati, che proseguivano idealmente nelle nuove bandelle sottoporta aerodinamiche; inoltre sul bordo del cofano bagagli era installato un alettone e tutti questi particolari, nonché gli specchi retrovisori e le fasce laterali paracolpi, erano integralmente verniciati in tinta con la carrozzeria. Infine i cerchioni avevano un disegno specifico. Con tali modifiche la 21 Turbo manteneva un Cx di 0,31.
La Renault 21 conobbe subito un notevole successo di vendite che diede una boccata d'aria fresca alle esangui risorse economiche della Casa francese: già alla fine del 1986 ne furono venduti oltre 250.000 esemplari, che salirono a quasi 368.000 (sia berlina che Nevada) nel solo 1987. E il successo avrebbe potuto essere anche superiore a tali livelli se non fosse stato per l'entrata in listino della Peugeot 405 che rubò potenziali clienti alla nuova berlina Renault. Gli effetti del lancio della rivale di Sochaux si sentirono soprattutto nel 1988, dopo che la 405 fu insignita del premio di Auto dell'anno e le vendite divennero sostenute anche per questo modello, mentre quelle della 21 ridiscesero a poco meno di 324.000 unità, pur mantenendosi su livelli tutt'altro che sconfortanti. Basti pensare che nei primi tre anni di vendite, la 21 rimase saldamente ancorata al terzo posto nella graduatoria delle auto più vendute in Francia. Sempre nel 1988 la 21 vide aggiornamenti alla sua gamma: le versioni RX ed RS scomparvero dai listini, mentre venne introdotta la Nevada 4x4, caratterizzata dalla presenza della trazione integrale. Tale versione fu proposta con il già noto 2 litri da 120 CV oppure con il diesel aspirato da 68 CV. Nello stesso anno, per il solo mercato italiano, fu introdotta una versione di base, spinta dall'unità Cléon da 1.4 litri in grado di erogare 69 CV.

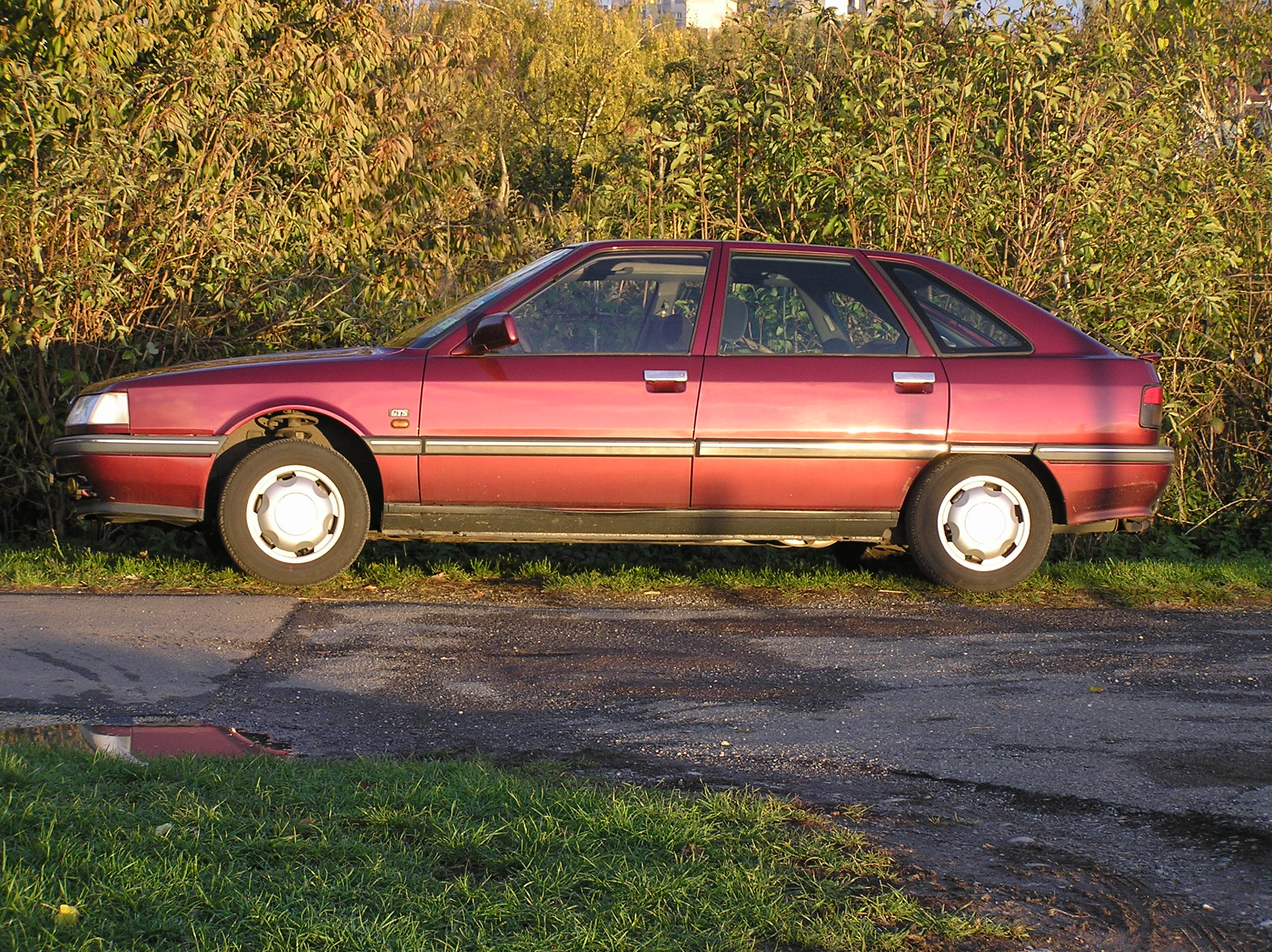
La nuova versione berlina 2 volumi e mezzo, introdotta nel 1989

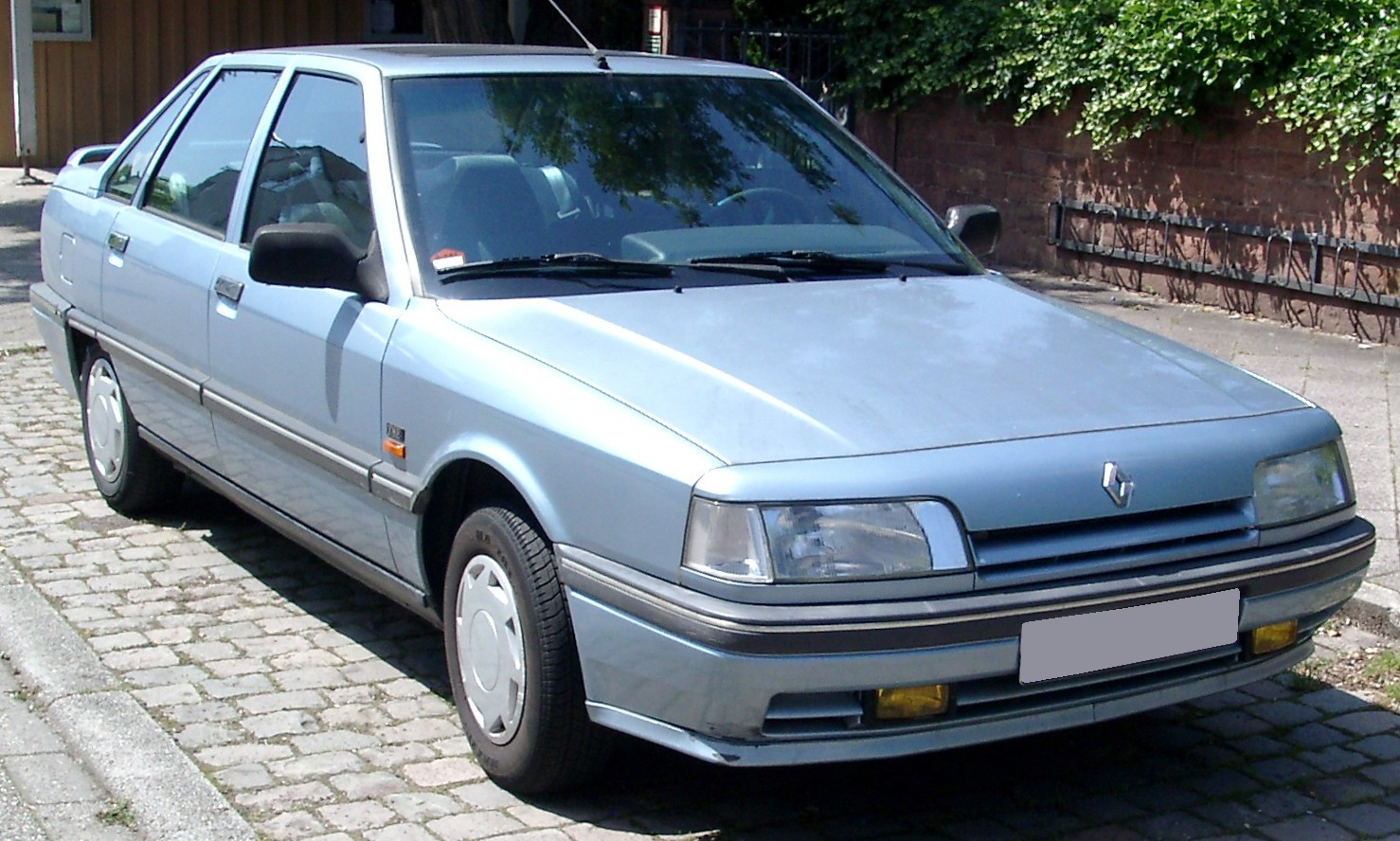
Renault 21 restyling 1989

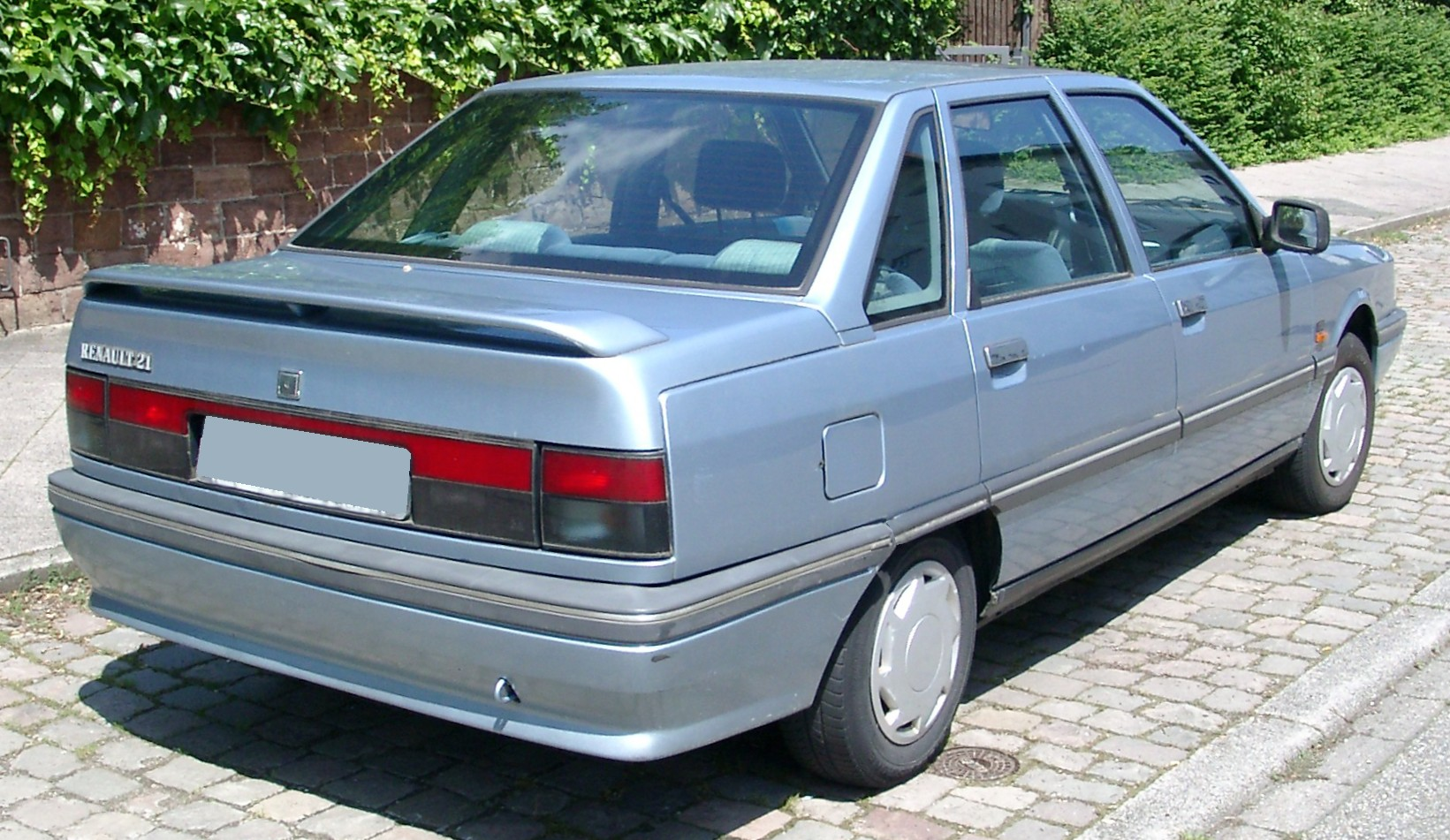
Posteriore del restyling

Nel maggio 1989 la gamma 21 fu sottoposta a un restyling, per il quale si utilizzò il frontale della 21 Turbo come modello, pur con linee leggermente arrotondate. Cambiava anche la coda, con un accenno di spoiler integrato nel cofano bagagli della tre volumi e fari con trasparenti a tonalità invertite (fascia rossa superiore, a fare anche da portatarga). Il restyling vide anche l'introduzione di un'inedita variante di carrozzeria, la berlina a due volumi e mezzo e a 5 porte, erede spirituale della Renault 20, ormai non più in listino dal 1984. In tale versione fu ancora più evidente l'arrotondamento delle linee conseguente al restyling. Tale versione era dotata del più pratico portellone posteriore: tutta la porzione posteriore cambiava a partire dalle portiere (escluse) e presentava linee morbide e più arrotondate. L'arrivo della 21 a due volumi e mezzo fu motivata dall'esigenza di venire incontro a quella clientela, soprattutto francese, inglese e tedesca, che preferiva la praticità di una berlina con portellone. Per la 21 sottoposta al restyling, Renault dichiarava valori del Cx variabili da 0,29 (per le versioni berlina - quattro o cinque porte - in allestimento base TL) a 0,34. Anche la gamma motori fu rivista in occasione del restyling: furono introdotte la 21 TXI, dotata di un nuovo 2 litri a 3 valvole per cilindro e con potenza massima di 140 CV, e la 21 TXI Quadra, dotata del medesimo propulsore, ma anche con trazione integrale. Con il restyling, la trazione integrale divenne disponibile anche sulla 21 Turbo, che fu quindi in listino in entrambe le configurazioni. Sul fronte dei diesel, il vecchio Douvrin da 2.1 litri fu sostituito dal nuovo Fonte diesel da 1870 cm³ e 65 CV di potenza massima. Tale motorizzazione non fu tuttavia prevista in tutti i mercati europei. Ad esempio non arrivò mai nel mercato italiano, dove invece continuò a essere commercializzata la versione con motore da 2.1 litri. Inoltre, va ricordato che la lista optional per la 21 si arricchì anche del cambio automatico a 4 rapporti.
Nel 1990 cominciarono ad apparire le prime motorizzazioni catalizzate che si affiancarono semplicemente alle corrispondenti versioni prive di marmitta catalitica. Una di queste motorizzazioni fu la 1.7 da 90 CV, che si vide affiancata da una versione dotata di alimentazione a iniezione e catalizzatore, raggiungendo così una potenza leggermente più alta e pari a 93 CV. Un'altra versione che vide l'arrivo del catalizzatore fu la 2.0i 12v, che però subì per contro un leggero decremento di potenza, che scese a 135 CV.
Nel 1992 la diffusione del convertitore catalitico, che sarebbe dovuto diventare obbligatorio su tutte le auto a partire dal 1º gennaio 1993, portò a rivedere parzialmente la gamma: il 2 litri a 8 valvole fu sostituito da un 2,2 litri ricco di coppia motrice, mentre le versioni da 1,7 litri furono semplicemente ritoccate e subirono un leggero decremento di potenza. Entro la fine dell'anno, tutti i modelli della gamma avrebbero adottato il catalizzatore.
Nel 1994 le R21 berlina furono tolte di produzione con l'arrivo della prima generazione della Renault Laguna. La versione station wagon rimase invece in produzione con la denominazione di Renault Nevada, in attesa dell'arrivo della Laguna Break. Nel 1995, con l'introduzione di quest'ultima, anche la Nevada fu tolta di produzione.

## Riepilogo caratteristiche
Di seguito vengono riepilogate le caratteristiche delle varie versioni costituenti la gamma della Renault 21 in Europa:
| Modello | Carrozzeria        | Motore             | Cilindrata cm³     | Alimentazione                                 | Potenza CV/rpm     | Coppia Nm/rpm      | Trazione           | Cambio/ N°rapporti | Freni (ant./post.)                   | Massa a vuoto (kg) | Velocità max       | Acceler. 0–100 km/h | Anni di produzione |
| Versioni a benzina | Versioni a benzina | Versioni a benzina | Versioni a benzina | Versioni a benzina                            | Versioni a benzina | Versioni a benzina | Versioni a benzina | Versioni a benzina | Versioni a benzina                   | Versioni a benzina | Versioni a benzina | Versioni a benzina  | Versioni a benzina |
| --- | ------------------ | ------------------ | ------------------ | --------------------------------------------- | ------------------ | ------------------ | ------------------ | ------------------ | ------------------------------------ | ------------------ | ------------------ | ------------------- | ------------------ |
| 21 1.41 | berlina 4p         | C2J                | 1397               | Carburatore doppio corpo                      | 69/5250            | 104/3500           | Anteriore          | Manuale a 4 marce  | ant. dischi autovent./ post. tamburi | 980                | 165                | -                   | 1988-921           |
| 21 1.72 (76cv) | berlina 4p         | F2N                | 1721               | Carburatore doppio corpo                      | 76/5000            | 128/3250           | Anteriore          | Manuale a 4 marce  | ant. dischi autovent./ post. tamburi | 1.040              | 168                | 12"                 | 1986-902           |
| 21 1.7 (90cv) | berlina 4p/5p      | F2N                | 1721               | Carburatore doppio corpo                      | 90/5500            | 138/3000           | Anteriore          | Manuale a 5 marce  | ant. dischi autovent./ post. tamburi | 1.040              | 185                | 11"5                | 1986-92            |
| 21 1.7 (90cv) | Nevada             | F2N                | 1721               | Carburatore doppio corpo                      | 90/5500            | 138/3000           | Anteriore          | Manuale a 5 marce  | ant. dischi autovent./ post. tamburi | 1.060              | 179                | 12"7                | 1987-92            |
| 21 1.7i | berlina 4p/5p      | F3N                | 1721               | Iniezione elettronica                         | 93/5250            | 140/3000           | Anteriore          | Manuale a 5 marce  | ant. dischi autovent./ post. tamburi | 1.010              | 185                | 11"2                | 1992-94            |
| 21 1.7i | Nevada             | F3N                | 1721               | Iniezione elettronica                         | 93/5250            | 140/3000           | Anteriore          | Manuale a 5 marce  | ant. dischi autovent./ post. tamburi | 1.075              | 185                | -                   | 1992-95            |
| 21 2.0i | berlina 4p         | J7R-750            | 1995               | Iniezione elettronica                         | 120/5500           | 168/4500           | Anteriore          | Manuale a 5 marce  | ant. dischi autovent./ post. tamburi | 1.100              | 200                | 9"7                 | 1986-923           |
| 21 2.0i | Nevada             | J7R-750            | 1995               | Iniezione elettronica                         | 120/5500           | 168/4500           | Anteriore          | Manuale a 5 marce  | ant. dischi autovent./ post. tamburi | 1.215              | 193                | 10"5                | 1986-92            |
| 21 2.0i 4x4 | Nevada             | J7R-750            | 1995               | Iniezione elettronica                         | 120/5500           | 168/4500           | Integrale          | Manuale a 5 marce  | ant. dischi autovent./ post. tamburi | 1.305              | 188                | -                   | 1988-89            |
| 21 2.0i 12v | berlina 4p/5p      | J7R-740/54         | 1995               | Iniezione elettronica                         | 140/60004          | 176/4300           | Anteriore          | Manuale a 5 marce  | Ant. dischi autov./ post. dischi     | 1.140              | 210                | 9"2                 | 1989-94            |
| 21 2.0i 12v | Nevada             | J7R-740/54         | 1995               | Iniezione elettronica                         | 135/60005          | 176/4300           | Anteriore          | Manuale a 5 marce  | Ant. dischi autov./ post. dischi     | 1.240              | 198                | -                   | 1992-95            |
| 21 2.0i 12v Quadra | berlina 5p         | J7R-740/54         | 1995               | Iniezione elettronica                         | 140/60004          | 176/4300           | Integrale          | Manuale a 5 marce  | Ant. dischi autov./ post. dischi     | 1.190              | 205                | 10"                 | 1989-92            |
| 21 2L Turbo | berlina 4p         | J7R-752/56         | 1995               | Iniezione elettronica                         | 175/52006          | 270/3000           | Anteriore          | Manuale a 5 marce  | Ant. dischi autov./ post. dischi     | 1.235              | 227                | 7"5                 | 1987-92            |
| 21 2L Turbo Quadra | berlina 4p         | J7R-752/56         | 1995               | Iniezione elettronica                         | 175/52006          | 270/3000           | Integrale          | Manuale a 5 marce  | Ant. dischi autov./ post. dischi     | 1.345              | 221                | 7"5                 | 1990-92            |
| 21 2.2i2 | berlina 4p         | J7T-770            | 2165               | Iniezione elettronica                         | 107/50007          | 170/3500           | Anteriore          | Manuale a 5 marce  | Ant. dischi autov./ post. dischi     | -                  | 188                | -                   | 1992-942           |
| Versioni a gasolio |                    |                    |                    |                                               |                    |                    |                    |                    |                                      |                    |                    |                     |                    |
| 21 Diesel | berlina 4p         | J8S-852            | 2068               | Diesel aspirato Iniezione indiretta           | 68/4500            | 127/2250           | Anteriore          | Manuale a 5 marce  | Ant. dischi autovent. Post. tamburi  | 1.085              | 164                | 15"6                | 1986-88            |
| 21 Diesel | Nevada             | J8S-852            | 2068               | Diesel aspirato Iniezione indiretta           | 68/4500            | 127/2250           | Anteriore          | Manuale a 5 marce  | Ant. dischi autovent. Post. tamburi  | 1.215              | 158                | 16"6                | 1986-88            |
| 21 Diesel | berlina 4p/5p      | J8S-736            | 2068               | Diesel aspirato Iniezione indiretta           | 72/45008           | 133/2250           | Anteriore          | Manuale a 5 marce  | Ant. dischi autovent. Post. tamburi  | 1.120              | 168                | 15"6                | 1988-94            |
| 21 Diesel | Nevada             | J8S-736            | 2068               | Diesel aspirato Iniezione indiretta           | 72/45008           | 133/2250           | Anteriore          | Manuale a 5 marce  | Ant. dischi autovent. Post. tamburi  | 1.180              | 164                | 16"6                | 1988-95            |
| 21 Diesel 4x4 | Nevada             | J8S-736            | 2068               | Diesel aspirato Iniezione indiretta           | 72/45008           | 133/2250           | Integrale          | Manuale a 5 marce  | Ant. dischi autovent. Post. tamburi  | 1.335              | 154                | -                   | 1988-92            |
| 21 Turbodiesel | berlina 4p/5p      | J8S-852-10         | 2068               | Turbodiesel iniezione indiretta + intercooler | 88/4250            | 182/2000           | Anteriore          | Manuale a 5 marce  | Ant. dischi autovent. Post. tamburi  | 1.135              | 177                | 11"8                | 1986-94            |
| 21 Turbodiesel | Nevada             | J8S-852-10         | 2068               | Turbodiesel iniezione indiretta + intercooler | 88/4250            | 182/2000           | Anteriore          | Manuale a 5 marce  | Ant. dischi autovent. Post. tamburi  | 1.205              | 172                | 12"5                | 1986-95            |
| Note: 1Versione riservata al solo mercato italiano 2Non prevista per il mercato italiano 3In Italia fino al 1989 4Potenza max di 135 CV in versione catalizzata introdotta a partire dal 1990 con 203 km/h di velocità max per la versione a trazione anteriore e 200 km/h per la Quadra 5Disponibile solo in versione catalizzata con motore da 135 CV 6Disponibile dal 1990 anche in versione catalizzata con motore da 162 CV 7Disponibile solo in versione catalizzata 8Potenza massima scesa a 69 CV dal 1992 per l'arrivo del catalizzatore |                    |                    |                    |                                               |                    |                    |                    |                    |                                      |                    |                    |                     |                    |

## La Renault 21 nel mondo
La Renault 21 fu commercializzata, come già accennato all'inizio, anche al di fuori dell'Europa, e in particolare in Nordamerica e in Colombia.

### La Renault Medallion

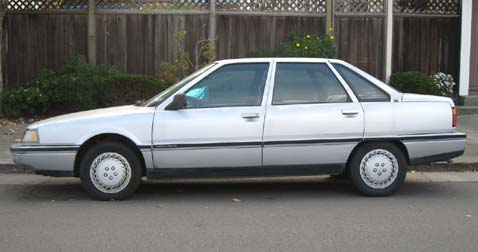
Renault Medallion

La Renault 21 fu introdotta come Renault Medallion a partire dalla fine del 1986 nei due principali mercati nordamericani, ossia quello degli Stati Uniti e quello del Canada. La Medallion proposta sia come berlina che come station wagon, andava a sostituire le corrispondenti versioni della Renault 18, che oltreoceano era disponibile solo con motori a iniezione (e veniva per questo denominata 18i), e dove la Break era stata conosciuta fino a quel momento con la denominazione di Sportwagon. Un altro modello che la Medallion si prefiggeva di sostituire fu la AMC Concord, ossia un modello di fascia analoga a quello della 21 che era stato prodotto fino a quel momento, parallelamente alla 18i, dal quarto costruttore automobilistico americano.
La Medallion, pur essendo destinata oltreoceano, veniva prodotta nello stabilimento francese di Maubeuge, da dove sarebbe poi partita alla volta di USA e Canada. La vettura, chiaramente imparentata con la 21 europea, ne condivideva il design moderno, sebbene vi fossero alcune significative differenze, per esempio nel disegno di calandra e gruppi ottici anteriori, questi ultimi più sottili di quelli della versione europea. Le stesse caratteristiche trasposte nella giardinetta fecero di quest'ultima una delle station wagon stilisticamente più interessanti del mercato nordamericano, come dichiarato da alcuni esponenti della stampa locale.
Nel corso della sua breve carriera, la Medallion fu proposta in una sola motorizzazione, consistente nel motore Douvrin da 2165 cm³ depotenziato a 103 CV per soddisfare le severe normative antinquinamento d'oltreoceano.
La Medallion conservò il marchio Renault solo per pochi mesi dopo il suo debutto: nel marzo del 1987, la Casa della Losanga cedette infatti il controllo della AMC alla Chrysler. In conseguenza di ciò la vettura perse il marchio d'origine per acquisire il nuovo marchio Eagle, derivato dalla denominazione di uno dei modelli AMC più noti, la Eagle, appunto. Ma anche con tale nuova identità la Medallion ebbe vita breve: poiché fu vista come una potenziale minaccia commerciale per alcuni modelli del gruppo Chrysler, la vettura fu tolta di produzione nel 1989. Venne sostituita dalla Eagle 2000 GTX, praticamente una Mitsubishi Galant rimarchiata.

### La Renault 21 in Colombia
La Renault 21 fu commercializzata anche in Colombia, ma in questo caso fu anche prodotta in loco, e precisamente nello stabilimento di Envigado. La 21 colombiana fu proposta in tre motorizzazioni: un 1.6 da 73 CV, un 2 litri da 100 CV e un 2.2 litri da 128 CV. Nel 1990 la 21 fu ribattezzata come Renault Etoile e terminò la sua carriera nel 1995.

### La Renault 21 in altri Paesi
Tra gli altri Paesi in cui la Renault 21 fu prodotta vanno ricordati quello spagnolo di Valladolid (ex-FASA), quello cinese di Bejing, l'impianto di Bursa in Turchia, lo stabilimento cileno di Los Andes e quello argentino di Santa Isabel nei pressi di Córdoba, oltre allo stabilimento di Taichung a Taiwan.

## Attività sportiva

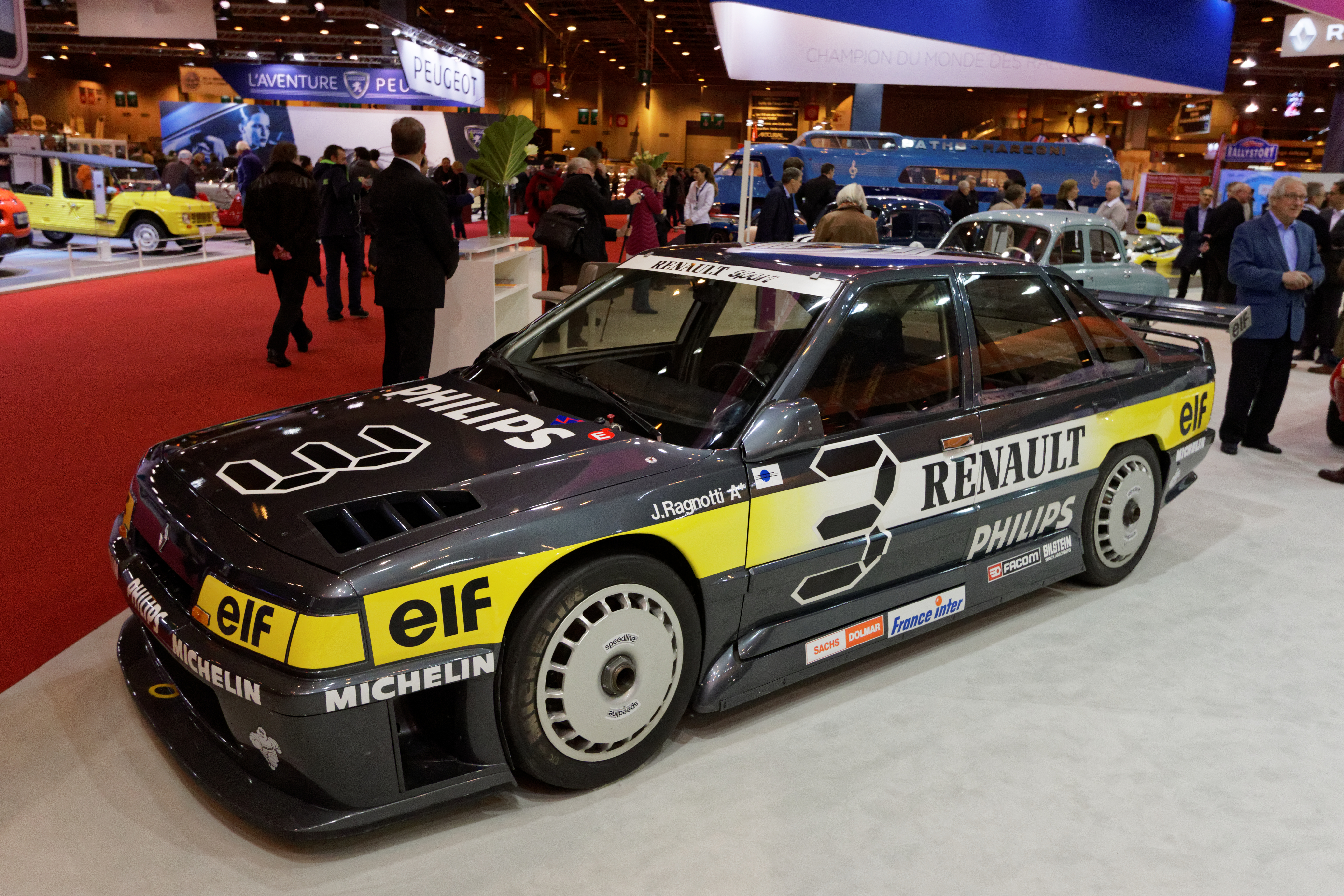
Renault 21 Turbo 4×4 Super Production

Il 1988 vide l'utilizzo della 21 Turbo nelle competizioni, in particolare nel campionato francese "Superproduzione", dove le 21 Turbo, che in questo caso utilizzavano la trazione integrale, ottennero 6 vittorie su 10 gare disputate. Il loro motore fu portato alla notevole potenza di ben 430 CV a 8000 giri/min e tra le altre "chicche" tecnologiche va ricordato l'albero di trasmissione in fibra di vetro.